# Liste des rois de Thrace
Cet article présente une liste non exhaustive des rois et princes de Thrace, notamment des souverains du royaume des Odryses depuis son établissement au début du Ve siècle av. J.-C. jusqu'à son intégration à l'Empire romain et sa transformation en province en 46 ap. J.-C., appelée également « Thrace ».
Note : Les dates de règnes sont approximatives, ce sont des intervalles larges de diverses sources. Le règne réel est généralement compris entre ces dates, notamment pour les premiers rois.

## Liste partielle des rois et princes de Thrace

### Rois des Odryses (entre470et341 av. J.-C.)
- Térès Ier (entre 470 et 445[N 1]) — Fondation du royaume des Odryses, le premier État thrace constitué dans la région, par l'unification de plusieurs royaumes sous un seul et unique souverain.
  - Sparadokos (en) (entre 464 et 424[N 2]) — fils de Térès Ier, associé à son frère Sitalkès.
  - Sitalkès (entre 450 et 422[N 3]) — fils de Térès Ier, associé à son frère Sparadokos.
    - Sadokos (ru) (vers 425-424), fils de Sitalkès, associé avec son père.
    - Seuthès Ier (entre 424 et 405[N 4]) — fils de Sparadokos.
      - Maesades (en) (entre 410 et 405[N 5]) — (?) fils de Térès Ier.
      - Térès II (entre 410 et 400[N 6]) - (?) petit-fils de Térès Ier,(?) fils de Sparadokos.
      - Seuthès II (en) (entre 425 et 386[N 7]) — (?) fils de Maesades, lui-même fils de Térès Ier.
      - Amadocos Ier (en) ou Medocus (entre 415 et 387[N 8]) — (?) fils de Sitalkès ou de Sparadokos.
        - Hebryzelmis (en) (entre 390 et 383[N 9]) — (?) fils de Seuthès Ier.
          - Cotys Ier (entre 385 et 358[N 10]) — fils de Seuthès II.
            - Kersobleptès (entre 359 et 341[N 11]) — fils de Cotys Ier, règne en Thrace orientale, déposé par les Macédoniens.
            - Berisades (en) (entre 359 et 356[N 12]) — fils de Saratokos, règne en Thrace occidentale.
              - Ketriporis (en) (entre 356 et 351[N 13]) — fils et successeur de Berisades, règne en Thrace occidentale.

            - Amadocos II (en) (entre 359 et 351[N 14]) — fils de Amadocos Ier, règne en Thrace centrale.
              - Térès III (en) (entre 351 et 342[N 15]) — fils et successeur de Amadocos II, règne en Thrace centrale, déposé par les Macédoniens.

- Conquête des territoires thraces par Philippe II, intégrés au royaume de Macédoine puis à l'Empire d'Alexandre le Grand (entre 341 à 331).

### Dynastes macédoniens (entre323et273 av. J.-C.)
- Lysimaque (entre 323 et 281) — général macédonien, diadoque, satrape puis roi d'une partie de la Thrace puis de la Macédoine.
  - Séleucos Ier (entre 281 et 280) — général macédonien, diadoque, roi séleucide, vainqueur de Lysimaque.
  - Ptolémée Kéraunos (entre 281 et 279), roi de Macédoine.
  - Arsinoé Ire (entre 281 et 273), princesse de Macédoine.

- Bien que Seuthès III soit vaincu par Lysimaque, le royaume des Odryses s'empare d'une partie des territoires thraces et recouvre son indépendance.

### Rois des Odryses (entre342et120 av. J.-C.)
- Seuthès III (entre 342 et 295[N 16]) — (?) fils de Cotys Ier, roi indépendant puis vassal de la Macédoine.
  - Cotys II (en) (entre 300 et 280[N 17]) — (?) fils de Seuthès III.
    - Raizdos (en) ou Roigos (entre 300 et 260[N 18]) — (?) fils de Cotys II.
      - Cotys III (en) (entre 270 et 240[N 19]) — fils de Raizdos.
        - Rhescuporis Ier (en) (entre 250 et 211[N 20]) — fils de Cotys III.
          - Seuthès IV (en) (entre 215 et 190[N 21]) — (?) fils de Rhescuporis.
            - Cotys IV (entre 185 et 165[N 22]) — fils de Seuthès III.
            - Amadocos III (en) (vers 184)[N 23]) — fils de Seuthès IV.
              - Térès IV (uk) (vers 149[N 24]) — fils de Amadocus III.
              - Beithys (en) (entre 165 et 120[N 25]) — fils de Cotys II.

- Au milieu du IIe siècle av. J.-C., le royaume des Odryses devient client de la République romaine tandis que les autres royaumes thraces sont soumises. La région passe sous contrôle romain.

### Rois celtiques de Tylis (entre280et200 av. J.-C.)
- Bolgios (vers 280) — chef des Gaulois qui envahit la Macédoine et vainc Ptolémée Kéraunos, puis retourne en Gaule, Brennus étant un de ses lieutenants.
- Leonarius et Lutarius (vers 280) — chefs gaulois qui s'emparent un temps des villes proches de Byzance, abandonnant l'expédition de Brennus.
- Commotorius (en) (vers 279/273) — après la mort de Brennus, s’installe en Thrace : fondation du royaume celtique de Tylis.
  - Ariopharnès (milieu du IIIe siècle av. J.-C.).
    - Cauaros (entre 230 et 218/212[N 26]). — Dernier dirigeant du royaume celtique de Tylis.

- Vers 280 av. J.-C., une partie des Celtes menés par le roi Comontorios fonde un royaume en Thrace. Sous le règne de Cauaros, le royaume de Tylis s'effondre sous les assauts des Thraces.

### Princes des Caenes (entre200et75 av. J.-C.)
- Diegylis (entre 150 et 141[N 27]).
- Zibelmios (en 141[N 28]).
- Mostis (en) (entre 200 et 75[N 29]).

### Princes des Astéens et rois des Odryses (entre120et11 av. J.-C.)
- Cotys V (en) (V, I[° 1]) (entre 120/100 et 87[N 30]) — (?) fils de Beithys. Fondateur de la dynastie des Astéens et roi des Odryses.
- Térès V (entre 100 et 50[N 31]) — Subordonné à Cotys III et à son fils Sadalès Ier.
- Amadocos IV (entre 100 et 50[N 32]) — Subordonné à Cotys III et à son fils Sadalès Ier.
  - Sadalès Ier (entre 87 et 79[N 33]) — fils de Cotys V.
    - Cotys IV (VI, II[° 2]) (entre 57 et 48[N 34]) — fils de Sadalès Ier.
      - Sadalès II (entre 48 et 42[N 35]) — fils de Cotys IV.
        - Sadalès III ou Adallas (entre 42 et 31[N 36]) — (?) fils de Sadalès II.
          - Cotys VII (III[° 3]) (entre 31 et 18[N 37]) — fils de Sadalès II.
            - Rhescuporis II (entre 18 et 11[N 38]) — fils de Cotys VII. Dernier roi des Astéens.

- Rhémétalcès Ier, prince Sapéen, devient tuteur des enfants de Cotys VII à sa mort, dont Rhescuporis II, qui est tué lors d'une bataille, ce qui met fin à la dynastie des Astéens. Son titre de roi des Odryses passe à Rhémétalcès Ier. Une partie du territoire des Astéens est intégrée à l'Empire romain tandis que le seul royaume thrace indépendant restant est celui des Sapéens dirigé par Rhémétalcès Ier, client de Rome.

### Princes des Sapéens puis rois des Odryses (entre55 av. J.-C.et46 ap. J.-C.)
- Cotys V (en) (IX, I[° 4]) (entre 55 et 48[N 39]) — (?) fils de Rhémétalcès.
  - Rhescuporis Ier (III[° 5]) (entre 48 et 42[N 40]) — fils de Cotys V.
  - Rhascus (entre 48 et 42[N 41]) — fils de Cotys V.
    - Cotys VI (X, II[° 6]) (entre 42 et 31/15[N 42]) — fils de Rhescuporis Ier.
      - Rhémétalcès Ier (entre 31/15/11 av. J.-C. et 12 ap. J.-C.[N 43]) — fils de Cotys V ou de Cotys VI. Successeur des rois Astéens, devient roi des Odryses à partir de 11 av. J.-C.
        - Cotys VIII (XI, III[° 7]) (entre 12 et 19[N 44]) — fils de Rhémétalcès Ier, règne sur la partie orientale de la Thrace, assassiné par Rhescuporis III.
        - Rhescuporis III (IV, II[° 8]) (entre 12 et 19[N 45]) — fils de Cotys VI, règne sur la partie occidentale de la Thrace, déposé par les Romains.
          - Rhémétalcès II (entre 19 et 26/38[N 46]) — fils de Rhescuporis III, règne sous la tutelle de Trebellenus Rufus (ca) et d'Antonia Tryphaena.
          - Cotys IX (XII, IV[° 9]) (entre 19 et 26/38[N 47]) — fils de Cotys VIII, cède son trône à son frère Rhémétalcès III sur ordre des Romains et devient roi de Sophène (38 à 54) en compensation.
          - Rhémétalcès III (entre 19/26/38 et 46[N 48]) — fils de Cotys VIII, élevé à Rome et ne règne effectivement en Thrace qu'à partir de 38. Dernier roi de Thrace et des Odryses.

- Intégration à l'Empire romain des derniers territoires thraces indépendants par Claude en 46 ap. J.-C. Ils sont divisés entre la Mésie et la nouvelle province romaine de Thrace, gouvernée par un procurateur.